# Вулиця Героїв України (Полтава)
Вулиця Героїв України — вулиця у Шевченківському районі Полтави. Продовження вулиці Героїв АТО від перетину з вулицею 23 Вересня до вулиці Великотирнівської. Головна транспортна магістраль мікрорайону Сади-1. Розмежовує мікрорайони Алмазний та Сади-1.
Переважає житлова багатоповерхова забудова, здебільшого панельна і місцями цегляна.  
На колишній частині парку (Алеї Слави), за адресою вул. Героїв України, 1Б, розмістилися управління Полтавської єпархії УПЦ МП і храм на честь Преподобного і Богоносного Серафима Саровського. На Алеї Слави встановлено пам'ятник на честь радянських військових частин і з'єднань, які відвойовували місто у 1943 році. 

## Галерея

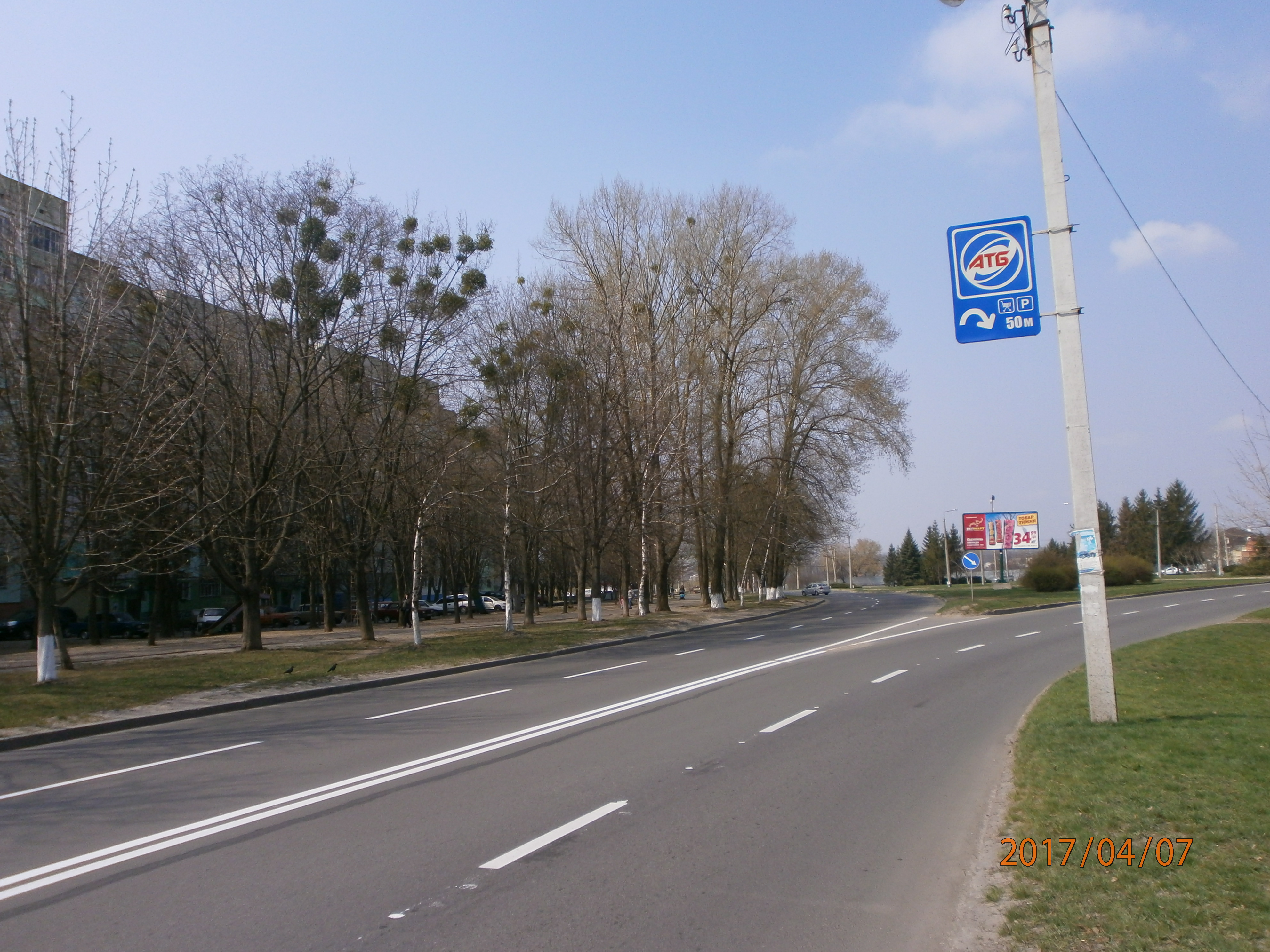
Вигляд вулиці у бік вул. Великотирнівської
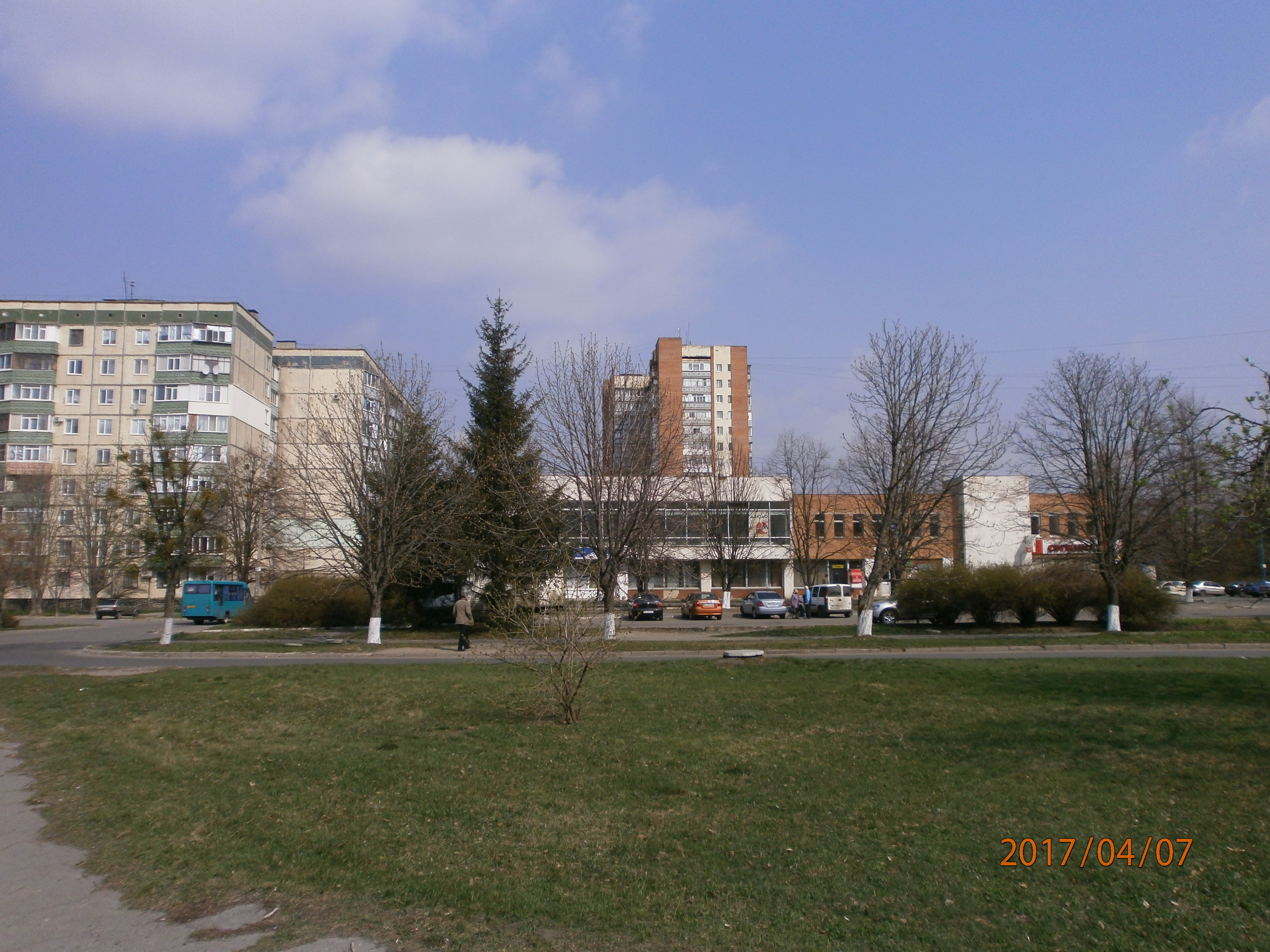
Вигляд вулиці біля центру мікрорайону Сади-1